# Шамоні
Шамоні-Мон-Блан, до 1921 Шамоні (фр. Chamonix-Mont-Blanc) — селище та муніципалітет у Франції, у регіоні Овернь-Рона-Альпи, департамент Верхня Савоя. Місце проведення перших Зимових олімпійських ігор у 1924 році.  Місто є великим гірськолижним курортом.
На території цієї комуни розташована найвища точка Альп та Європи та третє за відвідуваністю природне місце світу — гора Монблан. 
Населення — 8673 особи (2022).
Муніципалітет розташований на відстані близько 475 км на південний схід від Парижа, 160 км на схід від Ліона, 60 км на схід від Ансі.
Площа комуни 245 кілометрів квадратних. Це четверта за величиною материкова комуна Франції. З півночі на південь комуна охоплює 16 сіл та хуторів: Ле Тур Монтроч Планет, Аржантьєр, Лес Чосалетс, Лаванчер, Лес Тінес, Лес Буа, Лес-Пра-де-Шамоні, Шамоні-Монблан, Пеклес, Лес Мойлес, Лес Барратс, Лес Перелінс, Лес Ґаіландс, Лес Боссонс. 

## Історія
Перша згадка про Шамоні датується 1091 роком, там згадується про те, що ченці оселилися на правому березі річки Арве. Там вони заснували монастир. Шамоні належить Франції відтоді, як 4 квітня 1860 року Савойське герцогство відійшло цій країні. 
Поява перших туристів у регіоні належить початку XIX століття, коли було створено фр. Compagnie des Guides de Chamonix. У 1921 році комуна змінила назву із Шамоні на Шамоні-Мон-Блан.
У 1924 році місто набуло широкої популярності завдяки проведенню тут I зимових Олімпійських ігор.
До середини XX століття сільське господарство, яке колись було важливим джерелом доходу для місцевих жителів, втратило свою популярність і економічна активність у місті остаточно перемістилася у сферу туризму. До кінця XX століття місто могло одночасно прийняти до 60 тисяч туристів. Всього на рік Шамоні приймає до 5 млн. гостей.

## Географія

### Розташування

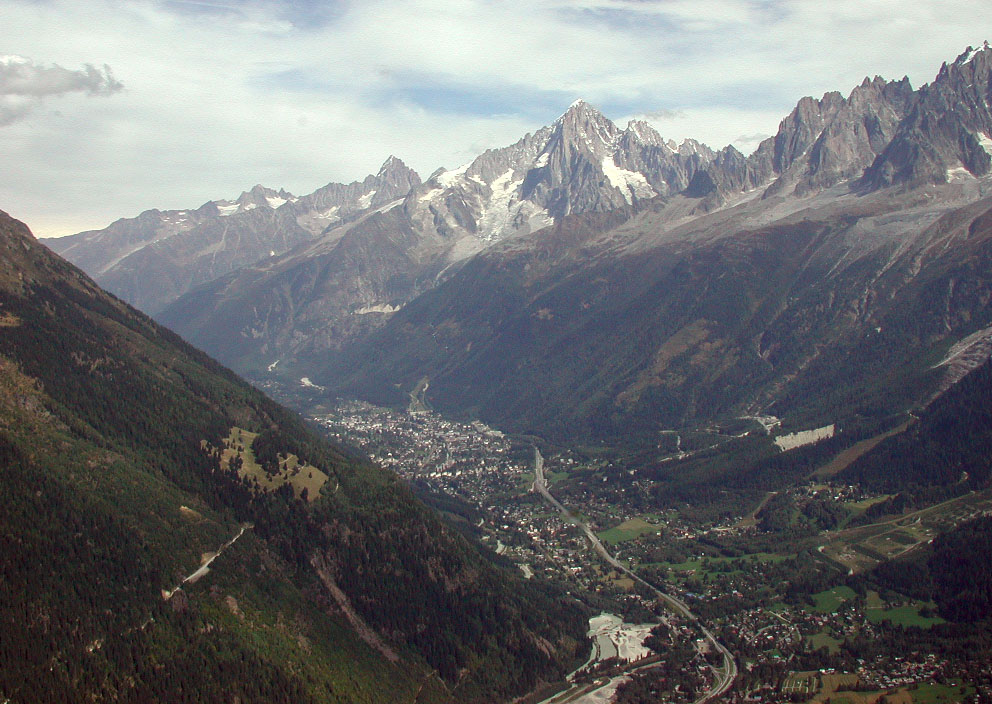

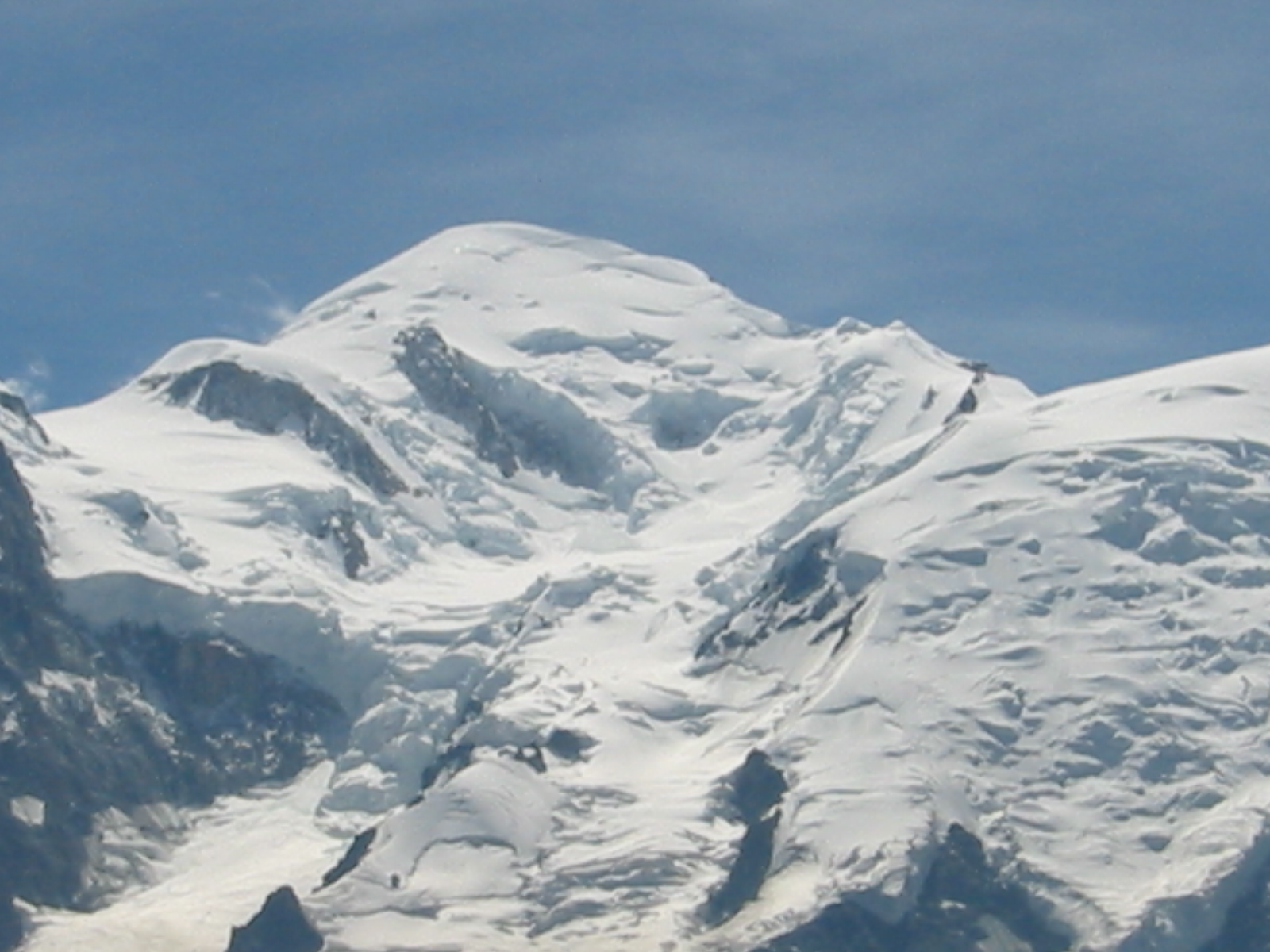

Місто розташоване в північних та західних Альпах. Лежить на кордоні Франції з Італією та Швейцарією. Шамоні розташоване в гірській долині завдовжки 17 км, з такою самою назвою. Центр міста — на висоті 1035 м. Через місто протікає річка Арве, яка є однією з найголовніших річок департаменту Савоя. Загальна довжина цієї річки 102 км. Місто розташоване у верхній долині цієї річки.
Шамоні — це четверта за величиною комуна Франції, її загальна площа становить 245 км². На цій території розташована найвища точка Європи гора Монблан (4810,90 метрів). Північний схил та половина гори розташована в Шамоні. Італія вважає, що кордон пролягає через вершину гори, тим самим вся південна частина гори належить Італії. Але у Франції інша думка, за нею кордон проходить через Рочерс де ла Турнете, тобто вся гора належить Франції. Крім Монблану є ще декілька гір з висотою понад 4000 м: Аіґюле Верт, Жорасес, Ла дент де Геант та Мон Маудіт. Шамоні межує з такими французькими комунами: Ле-Уш, Пассі, Сен-Жерве-ле-Бен, Серво і Валлорсін. На кордоні з Швейцарією Шамоні межує зі швейцарськими комунами Тріян та Орсьєр. По кордону з Італією межує з італійським містом Курмайор.

### Клімат
Для Шамоні характерний Альпійський гірський клімат. Перепад висот в межах комуни від 1000 до 4800 м. На Монблані швидкість вітру може сягати 150 км/год, а температура сягати −40 °C
|                                | січ. | лют. | бер. | квіт. | трав. | черв. | лип. | серп. | вер. | жовт. | лист. | груд. | за рік |
| ------------------------------ | ---- | ---- | ---- | ----- | ----- | ----- | ---- | ----- | ---- | ----- | ----- | ----- | ------ |
| Середня мін. температура (°C)  | −8.4 | −6.7 | −4.4 | 0.5   | 5.2   | 7.2   | 10.6 | 7.7   | 8.7  | 4.6   | −0.1  | −4.9  | 1.6    |
| Середня температура (°C)       | −2.4 | −1.6 | 0.8  | 6.8   | 11.5  | 15.5  | 19   | 13.2  | 15   | 11.2  | 5.3   | −0.6  | 7.8    |
| Середня макс. температура (°C) | 3.5  | 3.4  | 6.1  | 13.1  | 17.9  | 23.9  | 27.4 | 18.8  | 21.4 | 17.9  | 10.7  | 3.7   | 14     |

### Дороги

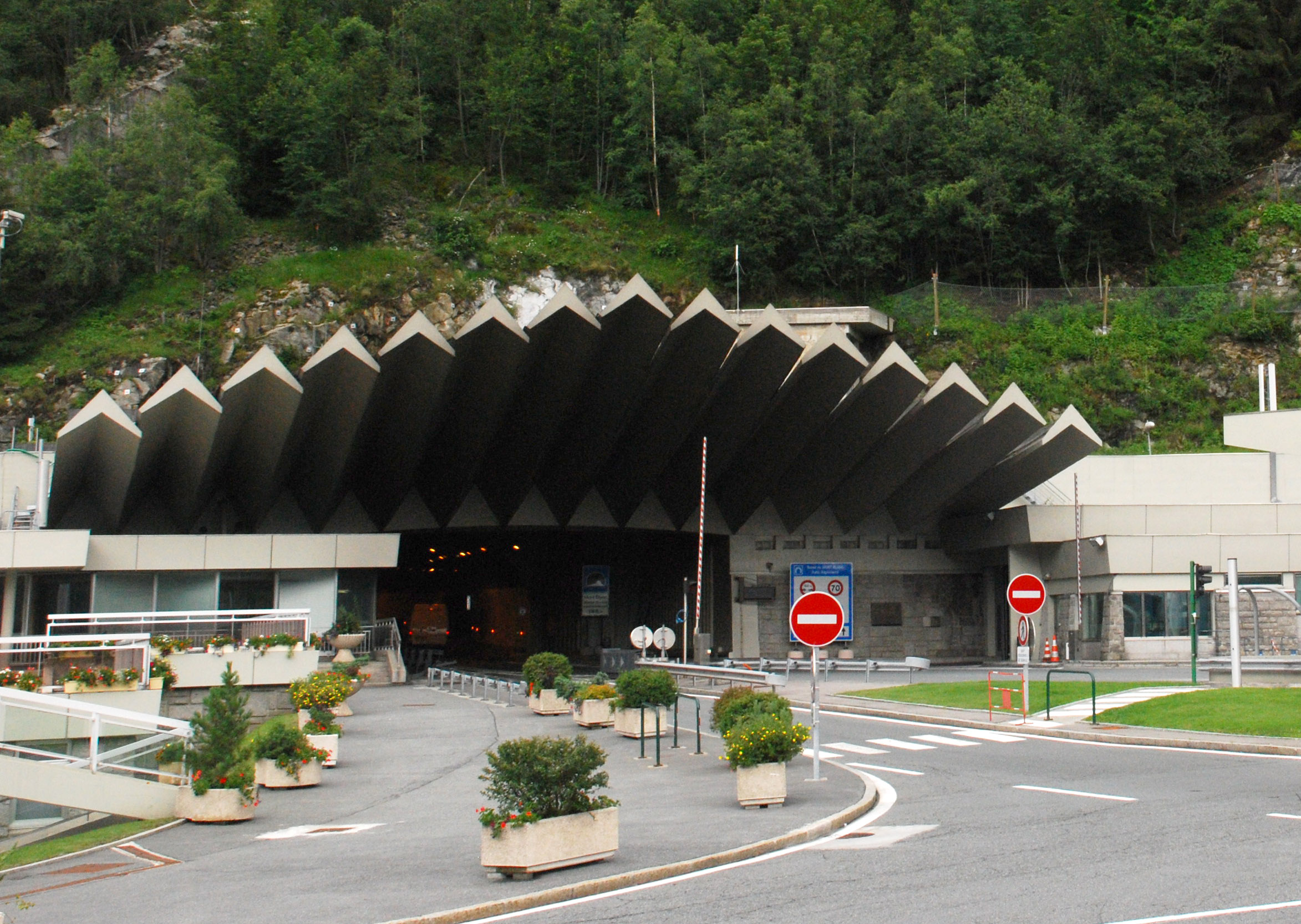

Через місто Шамоні проходить Route Nationale 205 або так звана «біла дорога». Тут розташований вхід в тунель Де-Блю-Монблан, який з'єднує Шамоні з італійським містом Курмайор.Загальна довжина тунелю 11,6 км. Працює під долиною Бланш. Автотрасами з'єднана з Швейцарією.

### Залізниця
У 1893 році було прийнято рішення провести через Шамоні залізницю. Будівництво залізниці завершилось 12 липня 1901 року, вона була відкрита 25 липня 1901 року. 25 липня 1906 року залізниця була продовжена до Аржантьєра. 1 липня 1908 року Шамоні з'єднали залізницею з Ле Фає. 18 серпня 1906 року була проведена залізниця, яка з'єднала Шамоні із Швейцарією. Загалом в комуні Шамоні одна за одною розташовані дев'ять залізничних зупинок. З 2008 року працює TGV до Парижу та Сен-Жерве.

### Канатні дороги
В Шамоні розміщена одна з найвищих канатних доріг світу, яка з'єднує селище з вершиною гори Еґій дю Міді, з висоти 1035 м підіймає на висоту 3842 м. У цих місцях є ще багато канатних доріг, які дозволяють з будь-якої точки легко та швидко дістатися до важкодоступних вершин. Також багато підйомників, які використовують у зимовий та літній період.

### Інші канали зв'язку
Місто Шамоні не має свого власного аеропорту. Найближчими аеропортами є міжнародний аеропорт у Женеві, який знаходиться на відстані 88 кілометрів, аеропорт у Турині, який знаходиться на відстані 171 кілометр, та аеропорт у Ліоні ім. Антуана де Сент-Екзюпері, який знаходиться на відстані 220 кілометрів від Шамоні. До всіх цих аеропортів є маршрутні автобуси. Є 2 вертодроми, один з них використовується приватними компаніями для перевезення туристів, а інший розташований в лікарні.

## Селища та села
Агломерація муніципалітету Шамоні складається з селища Шамоні та ще 16 сіл і хуторів. Більшість селищ лежить в нижній частині долини, саме місто Шамоні розташоване на річці Арве у верхній частині долини. Жителям цих місць довелося адаптуватись до важких природних умов цієї гірської місцевості. А також тут поширені стихійні лиха на зразок лавин, повеней,паводків, та каменепадів. Постійно зростає населення міста, кількість туристів, що відвідують це місто. Обмежено будівництво нових будівель по причині зсувів та важкості будівництва в будь-якій гірській місцевості. Також тут є постійна можливість катастрофічних повеней, як наприклад, у липні 1996 року. Ведуться заходи недопущення повеней.
Навколо міста йде широка кільцева дорога, яка веде до міста Курмайор. Центр міста розташований в північно-західній його частині . У північній частині міста розташована вся освітня, культурна та спортивна інфраструктура міста. У неї входять: бібліотека, ковзанка, басейн, вісім тенісних кортів, дитячий садок, школа та коледж. У центрі міста розташований гірський музей на першому поверсі старовинного палацу, парк розваг, боулінг та лікарня. Вісім громадських паркувальних майданчиків розташовані по всьому місту. Річка Арве ділить місто на дві частини, які сполучають вісім мостів.
У південній частині гірської долини розташовані 16 сіл та хуторів: Ле Тур Монтроч Планет, Аржантьєр, Лес Чосалетс, Лаванчер, Лес Тінес, Лес Буа, Лес-Пра-де-Шамоні, Шамоні-Монблан, Пеклес, Лес Мойлес, Лес Барратс, Лес Перелінс, Лес Ґаіландс, Лес Боссонс. У цих селах розташовано багато пасовищ та сільськогосподарських земель. Біля цих сіл розташовано багато гірськолижних курортів.

## Історія
До 2015 року муніципалітет перебував у складі регіону Рона-Альпи. Від 1 січня 2016 року належить до нового об'єднаного регіону Овернь-Рона-Альпи.

## Демографія
Динаміка населення:
Розподіл населення за віком та статтю (2006):
| Стать | Всього | До 15 років | 15-24 | 25-44 | 45-64 | 65-85 | Понад 85 |
| --- | ------ | ----------- | ----- | ----- | ----- | ----- | -------- |
| Чоловіки | 4546   | 881         | 514   | 1368  | 1194  | 553   | 36       |
| Жінки | 4682   | 833         | 356   | 1448  | 1226  | 703   | 116      |
| \| Статево-вікова піраміда \| Статево-вікова піраміда \| Статево-вікова піраміда \| \| ----------------------- \| ----------------------- \| ----------------------- \| \| Чоловіки \| Вік \| Жінки \| \| 36 \| 85 + \| 116 \| \| 88 \| 80-84 \| 109 \| \| 129 \| 75-79 \| 226 \| \| 162 \| 70-74 \| 154 \| \| 174 \| 65-69 \| 214 \| \| 239 \| 60-64 \| 255 \| \| 275 \| 55-59 \| 328 \| \| 320 \| 50-54 \| 328 \| \| 360 \| 45-49 \| 315 \| \| 380 \| 40-44 \| 425 \| \| 352 \| 35-39 \| 425 \| \| 344 \| 30-34 \| 311 \| \| 292 \| 25-29 \| 287 \| \| 247 \| 20-24 \| 133 \| \| 267 \| 15-20 \| 223 \| \| 315 \| 10-14 \| 299 \| \| 344 \| 5-9 \| 320 \| \| 222 \| 0-4 \| 214 \| |        |             |       |       |       |       |          |
| Статево-вікова піраміда |        |             |       |       |       |       |          |
| Чоловіки | Вік    | Жінки       |       |       |       |       |          |
| 36 | 85 +   | 116         |       |       |       |       |          |
| 88 | 80-84  | 109         |       |       |       |       |          |
| 129 | 75-79  | 226         |       |       |       |       |          |
| 162 | 70-74  | 154         |       |       |       |       |          |
| 174 | 65-69  | 214         |       |       |       |       |          |
| 239 | 60-64  | 255         |       |       |       |       |          |
| 275 | 55-59  | 328         |       |       |       |       |          |
| 320 | 50-54  | 328         |       |       |       |       |          |
| 360 | 45-49  | 315         |       |       |       |       |          |
| 380 | 40-44  | 425         |       |       |       |       |          |
| 352 | 35-39  | 425         |       |       |       |       |          |
| 344 | 30-34  | 311         |       |       |       |       |          |
| 292 | 25-29  | 287         |       |       |       |       |          |
| 247 | 20-24  | 133         |       |       |       |       |          |
| 267 | 15-20  | 223         |       |       |       |       |          |
| 315 | 10-14  | 299         |       |       |       |       |          |
| 344 | 5-9    | 320         |       |       |       |       |          |
| 222 | 0-4    | 214         |       |       |       |       |          |

## Економіка
2010 року серед 5875 осіб працездатного віку (15—64 років) 4719 були активними, 1156 — неактивними (показник активності 80,3%, у 1999 році було 76,3%). З 4719 активних мешканців працювала 4491 особа (2355 чоловіків та 2136 жінок), безробітними було 228 (113 чоловіків та 115 жінок). Серед 1156 неактивних 421 особа була учнем чи студентом, 370 — пенсіонерами, 365 були неактивними з інших причин.

У 2010 році в муніципалітеті нараховувалося 4417 оподатковуваних домогосподарств, у яких проживали 9251,0 особи, медіана доходів виносила 19 626 євро на одну особу-споживача